# Белобог
Белобог — предполагаемый западнославянский бог удачи и счастья. Реконструируется для западнославянской мифологии на основании двух источников — Чернобога, упоминаемого у балтийских славян в «Славянской хронике» XII века Гельмольда, и обозначения ряда урочищ типа «Белый бог». Ряд ученых считают имя Белобог вымышленным.
У лужицких сербов существовали названия гор Bjely boh и Corny boh — с первым из них связывалась положительная семантика, со вторым — отрицательная. Существует мнение, что Белобог является результатом так называемой «кабинетной мифологии», его имя появляется в поздних вторичных письменных источниках, с XVI века, где он определяется как бог удачи и счастья. Тем не менее, учитывая географические названия, вполне возможно наличие оппозиционной пары Чернобог-Белобог.
Пассаж, допущенный в «Истории Каменской епархии» XVII века, при описании острова Рюген и «Саксонской хронике» XVI века, дал повод к отождествлению Святовита-Витольда и Белобога.
В верованиях белорусов встречалось олицетворение счастливого случая, существо, которое называли Белун. Он представлялся в виде старца с белой бородой, который указывает путь заблудившимся и может давать подарки жнецам в обмен на услугу. Существовали пословицы: «темно в лесу без Белуна» и «мусить посябриуся с Белуном». А. Н. Афанасьев сопоставлял Белуна с Белобогом.
Историк XVIII века В. Н. Татищев в первом томе своего труда «История Российская» ссылался на известную только по его выпискам Иоакимовскую летопись, в которой говорится о божествах славян, в частности — «Белобог злой, а Чернобог добрый». Однако данные выдержки считаются рядом историков поддельными.

## В массовой культуре
- Персонаж книги Нила Геймана «Американские боги». Представлен как дуальная ипостась Чернобога, на момент повествования отсутствующая, причём в конце книги намекается на переход временного цикла от Чернобога к Белобогу.